# 川西英昭
川西 英昭（かわにし ひであき、1973年6月8日 - ）は、島根県出身の元バスケットボール選手。
選手時代は豊富な運動量と正確なアウトサイドシュートを得意としていたプレイヤーで、現在は広島県瀬戸内高等学校の男子バスケットボールのヘッドコーチである。